# Andrés Montaño
Andrés Roberto Montaño Arroyo (ur. 6 kwietnia 1990) – ekwadorski zapaśnik walczący w stylu klasycznym. Dwukrotny olimpijczyk. Zajął siedemnaste miejsce w Rio de Janeiro 2016 w kategorii do 59 kg i dziewiąte w Paryżu 2024 w kategorii do 67 kg. Trzynasty na mistrzostwach świata w 2018 roku.
Triumfator igrzysk panamerykańskich w 2015 i 2019; trzeci w 2023. Zdobył siedem medali mistrzostw panamerykańskich w latach 2016 – 2024. Mistrz Igrzysk Ameryki Południowej w 2010, 2014 i 2018. Zdobył cztery medale na mistrzostwach Ameryki Południowej, w 2009 i 2011. Triumfator igrzysk boliwaryjskich w 2013 i 2022 roku.